# Жан Дебюф
Жан Дебюф (фр. Jean Debuf, 31 травня 1924 — 6 жовтня 2010) — французький важкоатлет.
Бронзовий призер Олімпійських Ігор 1956 року в середній важкій вазі, учасник 1948, 1952, 1960 років.